# Населення Палестини
Населення Палестинської держави. Чисельність населення Палестинської держави 2015 року становила приблизно 4,55 млн осіб тільки палестинців (140-ве місце у світі). Приблизно 371 тис. громадян Ізраїлю оселились на території Західного берега й 210 тис. мешкають в Східному Єрусалимі. Чисельність палестинців стабільно збільшується, народжуваність 2015 року становила 22,99 ‰ (67-ме місце у світі), смертність — 3,5 ‰ (216-те місце у світі), природний приріст — 1,95 % (51-ше місце у світі) . 

## Природний рух

### Відтворення
Народжуваність у Палестинській державі, станом на 2015 рік, дорівнює 22,99 ‰ (67-ме місце у світі). Коефіцієнт потенційної народжуваності 2015 року становив 2,76 дитини на одну жінку (66-те місце у світі). Рівень застосування контрацепції 52,5 % (станом на 2010 рік).
Смертність у Палестинській державі 2015 року становила 3,5 ‰ (216-те місце у світі).
Природний приріст населення в країні 2015 року становив 1,95 % (51-ше місце у світі).

### Вікова структура
Середній вік населення Палестинської держави становить 20,8 року (171-ше місце у світі): для чоловіків — 20,7, для жінок — 21 рік. Очікувана середня тривалість життя 2015 року становила 75,91 року (92-ге місце у світі), для чоловіків — 73,79 року, для жінок — 78,17 року.
Вікова структура населення Палестинської держави, станом на 2015 рік, мала такий вигляд:
- діти віком до 14 років — 33,09 % (473 108 чоловіків, 448 611 жінки);
- молодь віком 15—24 роки — 21,52 % (307 020 чоловіків, 292 465 жінок);
- дорослі віком 25—54 роки — 36,96 % (529 094 чоловіка, 500 375 жінок);
- особи передпохилого віку (55—64 роки) — 4,57 % (64 093 чоловіка, 63 289 жінок);
- особи похилого віку (65 років і старіші) — 3,85 % (45 303 чоловіки, 62 007 жінок)[1].

### Шлюбність— розлучуваність
Середній вік, коли чоловіки беруть перший шлюб, дорівнює 25,4 року, жінки — 20,1 року, загалом — 22,8 року (дані за 2010 рік).

## Розселення
Густота населення країни 2015 року становила 775,5 особи/км² (15-те місце у світі).

### Урбанізація
Палестинські території високоурбанізована країна. Рівень урбанізованості становить 75,3 % населення країни (станом на 2015 рік), темпи зростання частки міського населення — 2,81 % (оцінка трендів 2010—2015 років). Дані наведено для усіх палестинських територій.

### Міграції
Річний рівень еміграції 2015 року становив 0 ‰ (111-те місце у світі). Цей показник не враховує різниці між законними і незаконними мігрантами, між біженцями, трудовими мігрантами та іншими.

#### Біженці й вимушені переселенці
Станом на 2015 рік, в країні постійно перебуває 762,28 палестинських біженців. У той самий час у країні, станом на 2015 рік, налічується 221 тис. внутрішньо переміщених осіб під час ізраїльсько-палестинського конфлікту 2014 року.

## Расово-етнічний склад
| Етнічний склад Палестинської держави (2015 рік) | Етнічний склад Палестинської держави (2015 рік) | Етнічний склад Палестинської держави (2015 рік) | Етнічний склад Палестинської держави (2015 рік) | Етнічний склад Палестинської держави (2015 рік) |
| ----------------------------------------------- | ----------------------------------------------- | ----------------------------------------------- | ----------------------------------------------- | ----------------------------------------------- |
| Етнос:                                          |                                                 |                                                 | Відсоток:                                       |                                                 |
| араби                                           | араби                                           |                                                 | 89.8%                                           | 89.8%                                           |
| євреї                                           | євреї                                           |                                                 | 10.2%                                           | 10.2%                                           |

Головні етноси країни: палестинські араби та інші — 90 %, євреї — 10 % населення (присутні тільки на Західному березі річки Йордан.

## Мови
| Мови Палестинської держави (2015 рік) | Мови Палестинської держави (2015 рік) | Мови Палестинської держави (2015 рік) | Мови Палестинської держави (2015 рік) | Мови Палестинської держави (2015 рік) |
| ------------------------------------- | ------------------------------------- | ------------------------------------- | ------------------------------------- | ------------------------------------- |
| Мова:                                 |                                       |                                       | Відсоток:                             |                                       |
| арабська                              | арабська                              |                                       | %                                     | %                                     |
| іврит                                 | іврит                                 |                                       | %                                     | %                                     |
| англійська                            | англійська                            |                                       | %                                     | %                                     |

Офіційна мова: арабська. Інші поширені мови: іврит (розмовляє велика кількість арабів, розуміють усі), англійська.

## Релігії
| Релігії в Палестинській державі (2015 рік) | Релігії в Палестинській державі (2015 рік) | Релігії в Палестинській державі (2015 рік) | Релігії в Палестинській державі (2015 рік) | Релігії в Палестинській державі (2015 рік) |
| ------------------------------------------ | ------------------------------------------ | ------------------------------------------ | ------------------------------------------ | ------------------------------------------ |
| Віросповідання:                            |                                            |                                            | Відсоток:                                  |                                            |
| мусульмани                                 | мусульмани                                 |                                            | 85%                                        | 85%                                        |
| юдаїзм                                     | юдаїзм                                     |                                            | 14%                                        | 14%                                        |
| християни                                  | християни                                  |                                            | 2.5%                                       | 2.5%                                       |
| агностики                                  | агностики                                  |                                            | 1%                                         | 1%                                         |

Головні релігії й вірування, які сповідує, і конфесії та церковні організації, до яких відносить себе населення країни: іслам — 80-85 % (переважно сунізм), юдаїзм — 12-14 %, грецьке православ'я та інше християнство — 1-2,5 %, інші та не визначились — 1 % (станом на 2012 рік). Значне падіння частки християнського населення в Палестині викликане переважно стрімким зростанням показників народжуваності серед мусульман і його падінням серед християн.

## Освіта
Рівень письменності 2015 року становив 96,5 % дорослого населення (віком від 15 років): 98,4 % — серед чоловіків, 94,5 % — серед жінок. Дані для усіх палестинських територій. Середня тривалість освіти становить 13 років, для хлопців — до 12 років, для дівчат — до 14 років (станом на 2014 рік).

## Охорона здоров'я
Забезпеченість лікарями в країні на рівні 1,3 лікаря на 1000 мешканців (станом на 2013 рік). Забезпеченість лікарняними ліжками в стаціонарах — 1,2 ліжка на 1000 мешканців (станом на 2010 рік).
Смертність немовлят до 1 року, станом на 2015 рік, становила 13,08 ‰ (115-те місце у світі); хлопчиків — 14,7 ‰, дівчаток — 11,37 ‰. Рівень материнської смертності 2015 року становив 45 випадків на 100 тис. народжень (95-те місце у світі).

### Захворювання
Кількість хворих на СНІД невідома, дані про відсоток інфікованого населення в репродуктивному віці 15—49 років відсутні. Дані про кількість смертей від цієї хвороби за 2014 рік відсутні.

### Санітарія
Доступ до облаштованих джерел питної води 2015 року мало 50,7 % населення в містах і 81,5 % в сільській місцевості; загалом 58,4 % населення країни (узагальнені дані по усіх палестинських територіях). Відсоток забезпеченості населення доступом до облаштованого водовідведення (каналізація, септик): у містах — 93 %, в сільській місцевості — 90,2 %, загалом по країні — 92,3 % (станом на 2015 рік для усіх палестинських територій).

## Соціально-економічне положення
Співвідношення осіб, що в економічному плані залежать від інших, до осіб працездатного віку (15—64 роки) загалом становить 76 % (станом на 2015 рік): частка дітей — 70,8 %; частка осіб похилого віку — 5,2 %, або 19,2 % потенційно працездатного на 1 пенсіонера. Загалом дані показники характеризують рівень затребуваності державної допомоги в секторах освіти, охорони здоров'я і пенсійного забезпечення, відповідно. За межею бідності 2011 року перебувало 18 % населення країни. Розподіл доходів домогосподарств у Палестині має такий вигляд: нижній дециль — 3,2 %, верхній дециль — 28,2 % (станом на 2009 рік).
Станом на 2012 рік, в країні 80,9 тис. осіб не має доступу до електромереж; 98 % населення має доступ, в містах цей показник дорівнює 99 %, у сільській місцевості — 93 %. Рівень проникнення інтернет-технологій високий. Станом на липень 2015 року в країні налічувалось 2,67 млн унікальних інтернет-користувачів, що становило 57,4 % загальної кількості населення палестинських територій (112-те місце у світі).

### Трудові ресурси
Загальні трудові ресурси 2015 року становили 828,0 тис. осіб (без Сектора Ґаза) (148-ме місце у світі). Зайнятість економічно активного населення у господарстві країни розподіляється таким чином: аграрне, лісове і рибне господарства — 11,5 %; промисловість і будівництво — 34,4 %; сфера послуг — 54,1 % (станом на 2013 рік). Безробіття 2014 року дорівнювало 17,7 % працездатного населення, 2013 року (163-тє місце у світі); серед молоді у віці 15—24 років ця частка становила 41 %, серед юнаків — 37 %, серед дівчат — 64,7 % (15-те місце у світі).

## Кримінал

### Торгівля людьми
Згідно зі щорічною доповіддю про торгівлю людьми (англ. Trafficking in Persons Report) Управління з моніторингу та боротьби з торгівлею людьми Державного департаменту США, уряд Палестинської держави докладає значних зусиль в боротьбі з явищем примусової праці, сексуальної експлуатації, незаконною торгівлею внутрішніми органами, але законодавство відповідає мінімальним вимогам американського закону 2000 року щодо захисту жертв (англ. Trafficking Victims Protection Act's) не в повній мірі, країна знаходиться у списку другого рівня.

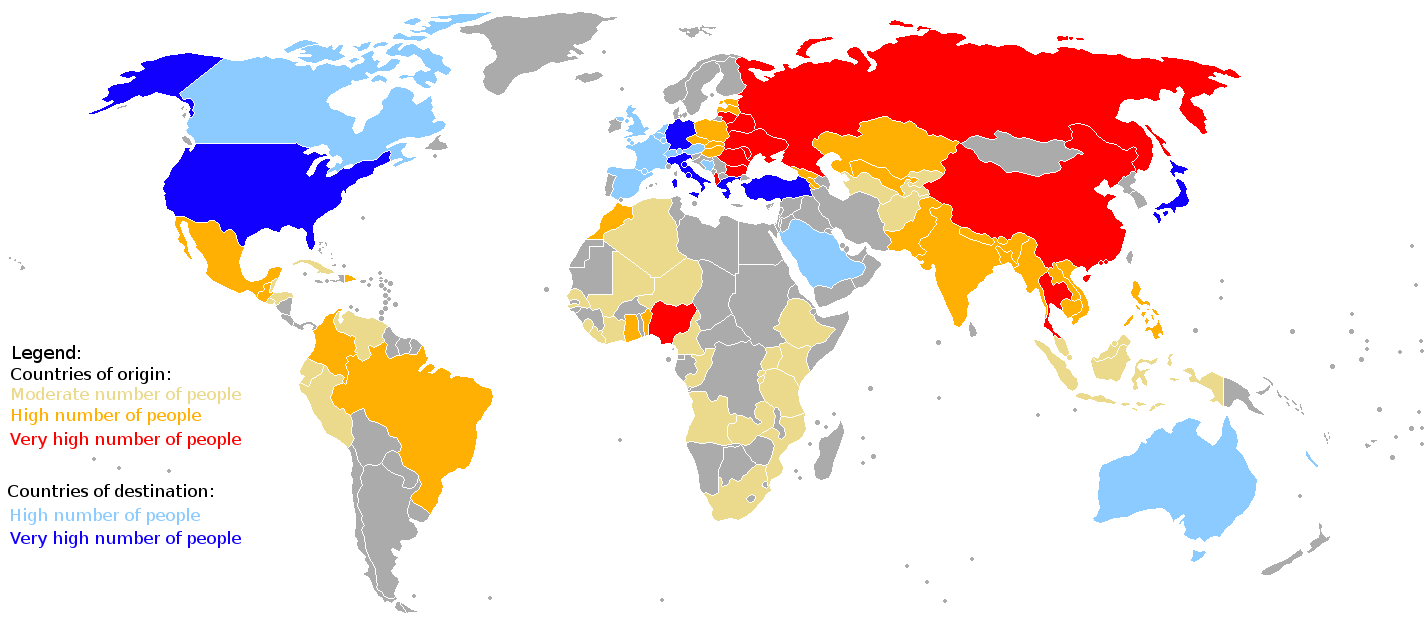
Країни-донори (червоний) і країни-реципієнти кримінальних потоків  (англ.)
Глобальна боротьба з торгівлею людьми (англ.)

## Гендерний стан
Статеве співвідношення (оцінка 2015 року):
- при народженні — 1,06 особи чоловічої статі на 1 особу жіночої;
- у віці до 14 років — 1,06 особи чоловічої статі на 1 особу жіночої;
- у віці 15—24 років — 1,05 особи чоловічої статі на 1 особу жіночої;
- у віці 25—54 років — 1,06 особи чоловічої статі на 1 особу жіночої;
- у віці 55—64 років — 1,01 особи чоловічої статі на 1 особу жіночої;
- у віці за 64 роки — 0,73 особи чоловічої статі на 1 особу жіночої;
- загалом — 1,04 особи чоловічої статі на 1 особу жіночої[1].

## Демографічні дослідження
Демографічні дослідження в країні ведуться рядом державних і наукових установ:

### Українською
- Атлас. 10-11 клас. Економічна і соціальна географія світу / упорядники :  О. Я. Скуратович, Н. І. Чанцева. — К. : ДНВП «Картографія», 2010. — ISBN 978-966-475-639-3.
- Атлас світу / голов. ред. І. С. Руденко ; зав. ред. В. В. Радченко ; відп. ред. О. В. Вакуленко. — К. : ДНВП «Картографія», 2005. — 336 с. — ISBN 9666315467.
- Безуглий В. В. Економічна і соціальна географія зарубіжних країн : Навчальний посібник. — К. : ВЦ «Академія», 2007. — 704 с. — ISBN 978-966-580-239-6.
- Безуглий В. В., Козинець С. В. Регіональна економічна і соціальна географія світу : Навчальний посібник. — видання 2-ге, доп., перероб. — К. : ВЦ «Академія», 2007. — 688 с. — ISBN 966-580-144-9.
- Головченко В. І., Кравчук О. Країнознавство: Азія, Африка, Латинська Америка, Австралія і Океанія. — К., 2006. — 335 с. — ISBN 966-8939-04-2.
- Гудзеляк І. І. Географія населення: Навчальний посібник / І. Гудзеляк. — Л. : Видавничий центр ЛНУ імені Івана Франка, 2008. — 232 с. — ISBN 978-966-613-599-8.
- Дахно І. І. Країни світу: Енциклопедичний довідник / І. І. Дахно, С. М. Тимофієв. — К. : Мапа, 2011. — 606 с. — (Бібліотека нового українця) — ISBN 978-966-8804-23-6.
- Дахно І. І. Економічна географія зарубіжних країн : навчальний посібник. — К. : Центр учбової літератури, 2014. — 319 с. — ISBN 978-611-01-0682-5.
- Джаман В. О. Регіональні системи розселення: демографічні аспекти. — Чернівці : Рута, 2003. — 392 с. — ISBN 9665685988.
- Дорошенко Л. С. Демографія: Навчальний посібник. — К. : МАУП, 2005. — 112 с. — ISBN 966-608-442-2.
- Дубович І. А. Країнознавчий словник-довідник. — 5-те вид., перероб. і доп. — К. : Знання, 2008. — 839 с. — ISBN 978-966-346-330-8.
- Економічна і соціальна географія країн світу. Навчальний посібник / За ред. Кузика С. П. — Л. : Світ, 2002. — 672 с. — ISBN 966-603-178-7.
- Загальна медична географія світу / В. О. Шевченко [та ін.] — К. : [б.в.], 1998. — 178 с.
- Ігнатьєв П. М. Країнознавство: Країни Азії. — Ч. : Книги-XXI, 2004. — 383 с. — ISBN 966-8029-53-4.
- Книш М. М., Мамчур О. І. Регіональна економічна і соціальна географія світу (Латинська Америка та Карибські країни, Африка, Азія, Океанія) : навч. посіб. — Л. : ЛНУ ім. Івана Франка, 2013. — 368 с. — ISBN 978-617-10-0007-0.
- Крисаченко В. С. Динаміка населення: Популяційні, етнічні та глобальні виміри. — К. : Видавництво Національного інституту стратегічних досліджень, 2005. — 368 с. — ISBN 966-554-083-1.
- Любіцева О. О., Мезенцев К. В., Павлов С. В. Географія релігій. — К. : АртЕК, 1999. — 504 с. — ISBN 966-505-006-0.
- Масляк П. О. Країнознавство. — К. : Знання, 2007. — 292 с. — (Вища освіта XXI століття)
- Масляк П. О., Дахно І. І. Економічна і соціальна географія світу / П. О. Масляк, І. І. Дахно ; за ред. П. О. Масляка. — К. : Вежа, 2003. — 280 с. — ISBN 966-7091-53-8.

### Російською
- (рос.) Израиль // Демографический энциклопедический словарь / главн. ред. Валентей Д. И. — М. : Советская энциклопедия, 1985. — 608 с.
- (рос.) Израиль // Страны и народы. Зарубежная Азия. Общий обзор. Юго-Западная Азия / Редкол. : Н. И. Прошин (отв. ред.), И. А. Дементьев и др. — М. : «Мысль», 1979. — 381 с. — (Страны и народы) — 180 тис. прим.
- (рос.) Атлас народов мира / Отв. ред. С. И. Брук и В. С. Апенченко. — М. : ГУГК ГГК СССР и Институт этнографии им. Н. Н. Миклухо-Маклая АН СССР, 1964. — 185 с. — 20 тис. прим.
- (рос.) Численность и расселение народов мира. Этнографические очерки / под ред. С. И. Брука. — М. : Издательство АН СССР, 1962. — 487 с.
- (рос.) Лаппо Г. М. География городов: Учебное пособие для географических факультетов вузов. — М. : Туманит, изд. центр ВЛАДОС, 1997. — 476 с. — ISBN 5-691-00047-0.
- (рос.) Ягельский А. География населения. — М. : Прогресс, 1980. — 383 с.